# Saint-Genès-la-Tourette
Saint-Genès-la-Tourette é uma comuna francesa na região administrativa de Auvérnia-Ródano-Alpes, no departamento Puy-de-Dôme. Estende-se por uma área de 19,4 km². Em 2010 a comuna tinha 183 habitantes (densidade: 9,4 hab./km²).